# Büdlich
Büdlich ist eine Ortsgemeinde im Landkreis Bernkastel-Wittlich in Rheinland-Pfalz. Sie gehört der Verbandsgemeinde Thalfang am Erbeskopf an.

## Geographie
Büdlich liegt im Hunsrück etwa fünf Kilometer südlich von Trittenheim und acht Kilometer nordwestlich von Thalfang. Westlich des Ortes fließt die Kleine Dhron. Durch den Ort fließt der Büdlicher Bach, der etwa 850 m westlich des Dorfes in die kleine Dhron mündet. Zur Gemeinde gehören auch die Wohnplätze Bohnsmühle, Büdlicherbrück (Teil), Büdlichermühle und Schneidemühle.

## Geschichte
Bis zum Ende des 18. Jahrhunderts gehörte Büdlich zum kurtrierischen Amt Maximin. Nach der Französischen Revolution wurde 1794 das Linke Rheinufer und damit auch Büdlich von Frankreich in Besitz genommen. Von 1798 bis 1814 war Büdlich Hauptort des gleichnamigen Kantons im Saardepartement und Sitz eines Friedensgerichts. Aufgrund eines Gesetzes vom 26. März 1798 hoben die Franzosen die Feudalrechte in der Region auf. Nach Ende der französischen Herrschaft kam der Ort 1815 zum Königreich Preußen. Nördlich von Büdlich wurde 1911 die Dhrontalsperre erbaut. Seit 1946 ist der Ort Teil des damals neu gebildeten Landes Rheinland-Pfalz.
Bevölkerungsentwicklung
Die Entwicklung der Einwohnerzahl von Büdlich, die Werte ab 1871 beruhen auf Volkszählungen:
| Jahr | Einwohner |
| 1815 | 186       |
| 1835 | 292       |
| 1871 | 289       |
| 1905 | 237       |
| 1939 | 229       |

| Jahr | Einwohner |
| 1950 | 212       |
| 1961 | 247       |
| 1970 | 219       |
| 1987 | 204       |
| 2011 | 203       |

## Politik

### Gemeinderat
Der Gemeinderat in Büdlich besteht aus sechs Ratsmitgliedern, die bei der Kommunalwahl am 9. Juni 2024 in einer Mehrheitswahl gewählt wurden, und – wenn wieder gewählt – dem ehrenamtlichen Ortsbürgermeister als Vorsitzendem.

### Bürgermeister
Das Amt ist derzeit vakant. Jörg Schönenberger wurde im Juli 2016 Ortsbürgermeister von Büdlich. Bei der Direktwahl am 26. Mai 2019 wurde er mit einem Stimmenanteil von 94,49 % für weitere fünf Jahre in seinem Amt bestätigt. Im Juni 2023 kündigte er jedoch an, das Ehrenamt zum 30. Juni 2023 vorzeitig niederzulegen. Zur Direktwahl am 9. Juni 2024 gab es keine Bewerbungen. Daher soll die Wahl gemäß Gemeindeordnung durch den Rat erfolgen. Da bisher kein Bewerber gefunden wurde, führt der Erste Beigeordnete Albert Hoff die Amtsgeschäfte.
Schönbergers Vorgängerin Gabriele Schleimer hatte das Amt 2009 von Rudolf Adams übernommen, und es 2016 aus persönlichen Gründen niedergelegt.

### Wappen
| Wappen von Büdlich | Blasonierung: „Feld gespalten von Silber und Gold, unten belegt mit grünem Winkelschildfuß, der mit goldenem Eichenblatt belegt ist und aus dessen Spitze ein grüner Burgturm wächst, vorne ein rotes Balkenkreuz, hinten ein schwarzes Pflugmesser.“ |
| Wappen von Büdlich | Wappenbegründung: Das rote Kreuz auf silbernem Grund weist auf die frühere Landesherrschaft Kurtriers hin; die Pflugschar erinnern an die Landwirtschaft als frühere Haupterwerbsquelle des Dorfes, die Farbe Grün und das Eichenblatt symbolisieren den Waldreichtum, der Burgturm steht für den landschaftsbestimmenden Bergkegel in unmittelbarer Dorfnähe. |

## Wirtschaft
Büdlich ist eine ländliche Wohngemeinde. Es ist Kleingewerbe für den örtlichen Bedarf vorhanden.

## Sehenswürdigkeiten
- Menhir von Büdlich („Hinkelstein“) zwischen Büdlich und Heidenburg
- Burgkopf, zwischen Büdlich und Büdlicherbrück mit Josephskapelle, Burgkopfkapelle und Dhrontalkapelle
- Katholische Pfarrkirche St. Agatha mit Kanzel aus dem 15. Jahrhundert
- Dhrontalsperre

Siehe auch: Liste der Kulturdenkmäler in Büdlich